# 21. Fallschirmjäger-Division
21. Fallschirmjäger-Division foi uma unidade de paraquedistas da Luftwaffe que prestou serviço durante a Segunda Guerra Mundial.

## Comandantes
- Walter Gericke, 5 de Abril de 1945 - Maio de 1945[2]